# Crise d'identité (Buffy)
Pour la notion en psychologie, voir Crise d'identité.
Crise d'identité est le 5e épisode de la saison 7 de la série télévisée Buffy contre les vampires.

## Résumé
Willow rencontre Anya devant la maison d'une fraternité étudiante et, remarquant du sang sur elle, y entre. Elle trouve douze cadavres ainsi qu'une jeune étudiante en pleurs. Celle-ci lui dit que c'est elle qui a provoqué cette tuerie en souhaitant leur mort et qu'une araignée géante les a alors tous tués. Willow met Buffy au courant pour l'araignée puis va voir Anya. Elle lui confirme qu'elle est la vraie responsable de la tuerie, ayant invoqué un démon araignée qui se nourrit de cœur humain, puis rejette l'offre d'aide de Willow. Accompagnée d'Alex, Buffy retrouve l'araignée et la tue. De retour à la maison, Willow leur apprend ce qu'elle sait. Buffy comprend qu'elle doit tuer Anya malgré les tentatives d'Alex pour l'en dissuader. Willow, restée seule, invoque D'Hoffryn pour lui parler d'Anya.
Alex est le premier à retrouver Anya pour tenter de la raisonner. Anya lui rappelle que tout est de sa faute car il l'a abandonnée. Buffy arrive à son tour et engage le combat avec Anya. La lutte, qui tourne à l'avantage de Buffy, est interrompue par l'arrivée de D'Hoffryn qui demande à Anya si elle veut réparer ce qu'elle a fait. Anya, qui est en fait assaillie de remords, accepte malgré le prix que demande D'Hoffryn pour cela : la vie d'un démon vengeur. Anya pense que D'Hoffryn va la tuer mais celui-ci invoque à la place Halfrek, la tuant aussitôt. Il ressuscite ensuite les douze étudiants et prive Anya de tous ses pouvoirs, la faisant redevenir humaine.
L'épisode comporte plusieurs flashbacks ayant tous trait à Anya : en l'an 880 quand elle devient un démon, pendant la révolution russe de 1905 avec Halfrek, et en 2001 pendant l'épisode Que le spectacle commence (avec une chanson inédite).

## Production
L'idée d'un épisode centré sur Anya est venue dès le début de la saison 7. Au moment d'écrire l'épisode 5, tous les scénaristes étaient pris sur des épisodes d'Angel ou de Firefly, hormis Drew Goddard, dont c'était le premier scénario. Il a insisté pour écrire l'épisode sur Anya. Goddard et Joss Whedon ont alors trouvé des idées plus précises au cours d'un repas.
Les flashbacks de la vie d'Anya en Suède ont été filmés avec une mauvaise qualité d'image et de mauvais cadrages afin de parodier de vieux nanars. Il était également prévu que les dialogues entre Emma Caulfield et Abraham Benrubi soient juste mimés par les acteurs pour être ensuite doublés piètrement en anglais. Comme ils ont quand même tenu à mémoriser et dire leur texte en suédois phonétique, les producteurs ont trouvé cela si bon qu'ils les ont finalement gardés tels quels.
À la demande de Drew Goddard, Joss Whedon, malgré un emploi du temps surchargé, a trouvé le temps d'écrire en une soirée les paroles de la chanson d'Anya, et c'est également lui qui a écrit la version définitive de la dernière scène de l'épisode entre Anya et Alex.